# Dasychira selene
Dasychira selene är en fjärilsart som beskrevs av Schultze 1934. Dasychira selene ingår i släktet Dasychira och familjen tofsspinnare. Inga underarter finns listade i Catalogue of Life.